# Kayaba Kōgyō
Kayaba Kōgyō K.K. (jap. カヤバ工業株式会社, Kayaba Kōgyō Kabushiki kaisha, engl. KYB Corporation) ist ein japanisches Unternehmen und der weltweit größte Hersteller von Stoßdämpfern. Außerdem werden Hydraulikpumpen, Hydraulikzylinder sowie Betonmischer für den japanischen Markt hergestellt.

## Werke
- Gifu, Japan
- Sagamihara, Japan
- Kumagaya, Japan
- Franklin (Indiana), USA
- Kansas, USA
- Fazenda Rio Grande, Brasilien (Joint-Venture mit Mando)
- Ororbia, Los Arcos & Orkoien, Navarra, Spanien
- Pardubice, Tschechien
- Chrudim, Tschechien